# Сергеев, Александр Семёнович
Александр Семёнович Серге́ев (18 (30) сентября 1863 года — 26 февраля (10 марта) 1904 года) — российский офицер, лейтенант, командир миноносца «Стерегущий».

## Биография
Александр Семёнович Сергеев родился 18 (30) сентября 1863 года в дворянской семье в городе Курске. Был младшим из четырёх сыновей чиновника губернского правления надворного советника Семёна Александровича Сергеева и его жены Ольги Ивановны, урождённой Баранцевой. Был крещён в Курске в Михайловской церкви. Учился в Курском реальном училище, затем поступил в  Морской кадетский корпус, откуда в 1884 году выпущен мичманом.
В 1890 году продолжил военно-морскую специализацию в Кронштадте в минно-офицерских классах, после чего был назначен на флагман русской Средиземноморской эскадры броненосец «Император Николай I», где получил звание лейтенанта, отслужив на данном судне три с половиной года. В 1893 году, во время дружественного визита Средиземноморской эскадры во Францию для укрепления Русско-Французского союза, был награждён французским орденом Почетного Легиона Кавалерского креста.
Дальнейшую службу Сергеев проходил на Балтийском море в Петербургском отряде командиром малых минных кораблей (миноносок и номерных миноносцев).

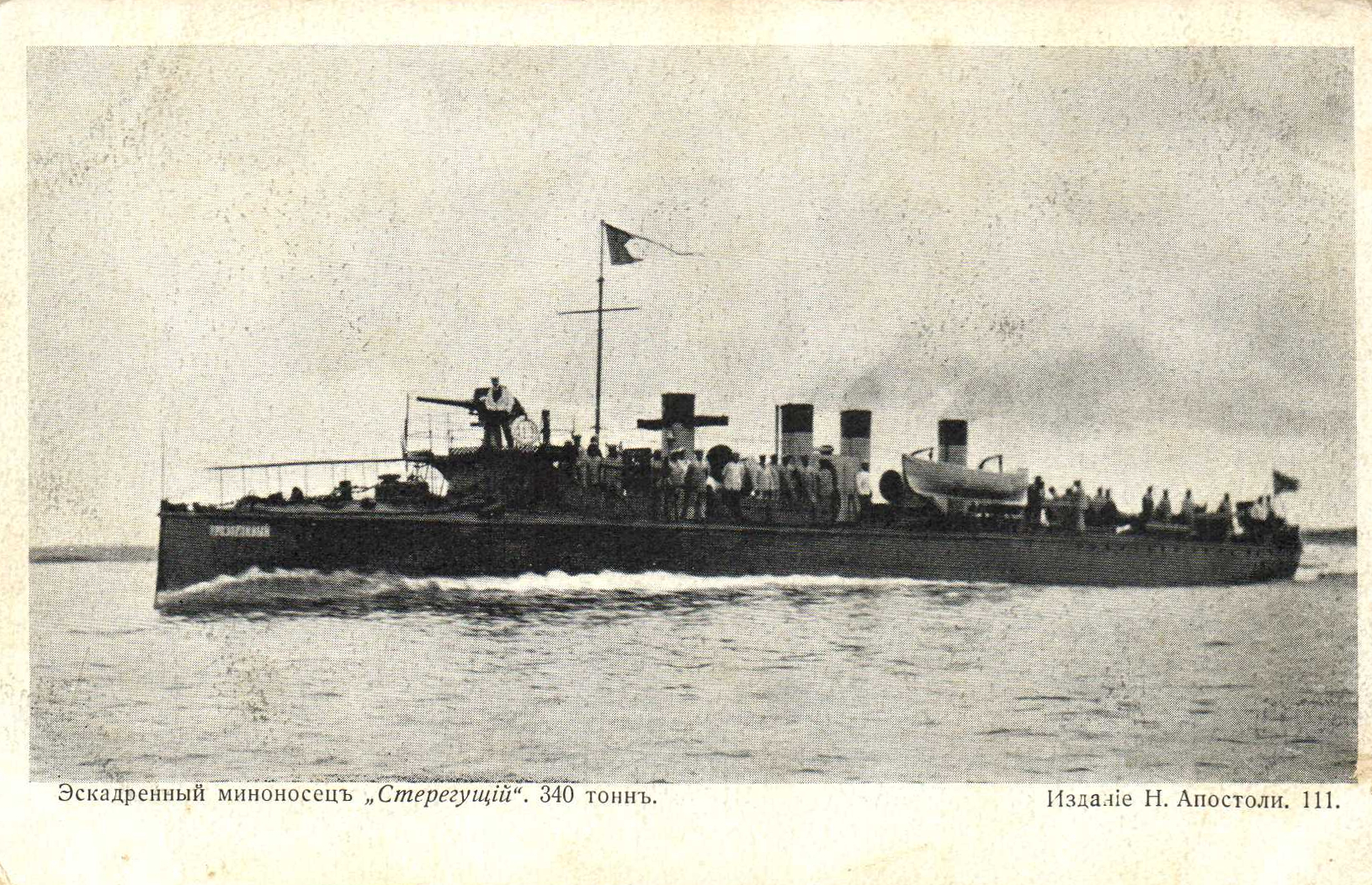
Эскадренный миноносец «Стерегущий»

Накануне начала Русско-японской войны, 9 января 1904 года, был переведён в Первую Тихоокеанскую эскадру на Тихом океане командиром эскадренного миноносца «Стерегущий».
Утром 10 марта, возвращаясь из разведки, производимой со дня накануне по приказу вице-адмирала С. О. Макарова, миноносец был атакован японскими кораблями. После часа неравного боя раненый Сергеев приказал открыть кингстоны и затопить корабль. Тут часть правды, а другая часть — легенда. Лейтенант Сергеев погиб в самом начале боя, после него миноносцем командовал старший офицер лейтенант Головизнин 2-й, а открыть кингстоны просто не было возможности ввиду их отсутствия на корабле, они просто не были предусмотрены. В действительности корабль затонул в силу того, что получил значительные повреждения в ходе боя.

## Память

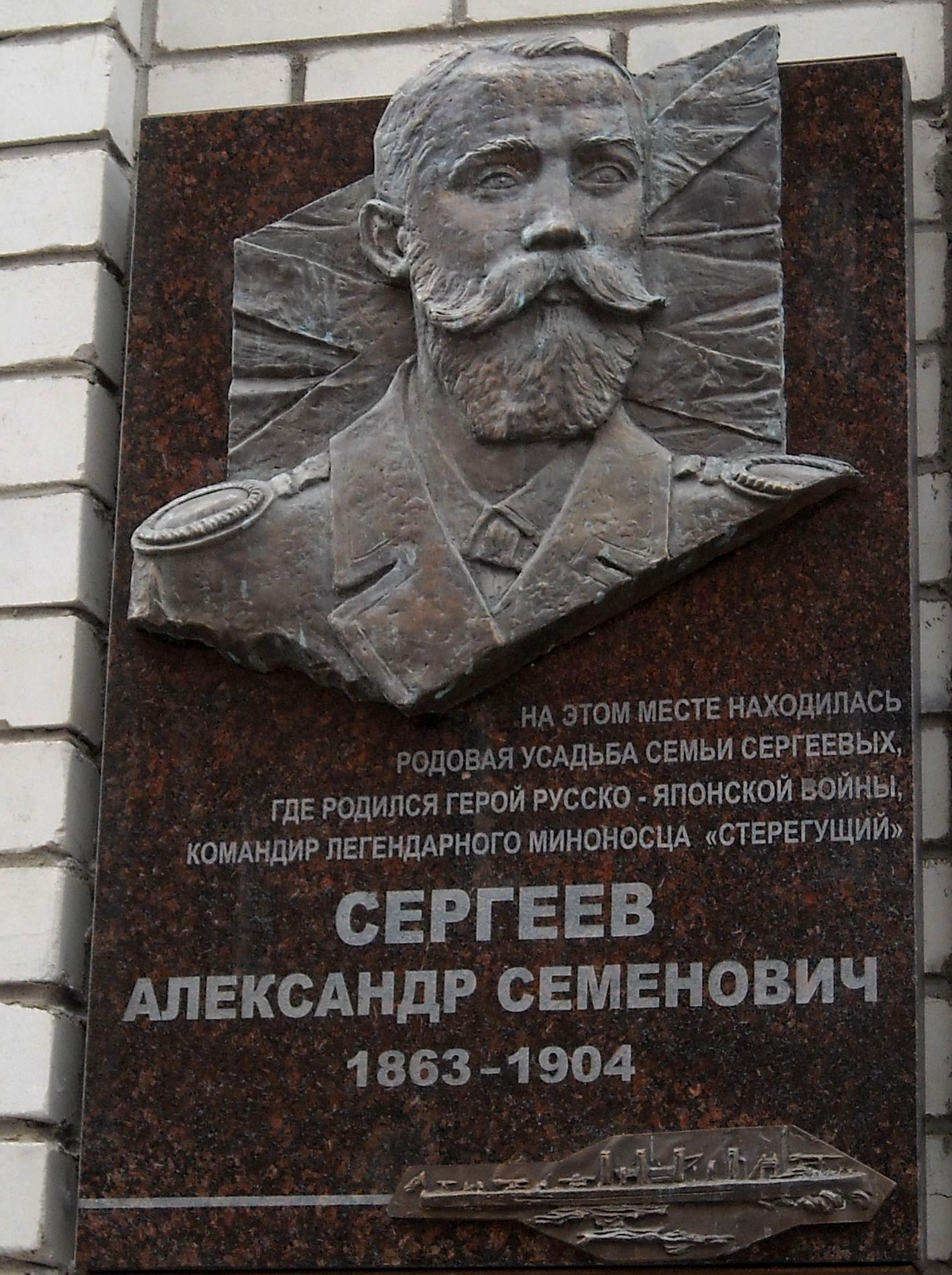
Мемориальная доска в Курске на ул. К. Либкнехта

- В память об Александре Семёновиче Сергееве в 1905 году был заложен эсминец «Лейтенант Сергеев», вступивший в строй в 1908 году в составе военно-морских сил России на Дальнем Востоке. Позднее он был переведён во флотилию Северного Ледовитого океана и до середины 1924 года находился в составе Красного флота СССР.[1]
- В деревне Стаканово Курской губернии в 1910 году отцом Сергеева, Семёном Александровичем Сергеевым, в память о двух погибших на Русско-японской войне сыновьях была построена каменная церковь.[1]
- В книге А. С. Степанова «Порт-Артур», опубликованной в 1940 году, некоторые эпизоды посвящены лейтенанту Сергееву.
- Его двоюродным братом, Алексеем Степановичем Сергеевым, был написан роман: Стерегущий // [Лит. ред. и доработка В. Д. Пушкова]; [Ил.: И. Ушаков]. — [Москва]: Мол. гвардия, 1957. — 341 с.
- В Курске с 1984 года его именем названа одна из улиц Северо-западного микрорайона Центрального округа. Его имя присвоено двум школам: средней школе в селе Стаканово и 18-й средней школе Курска, на здании которой размещена мемориальная доска, торжественно открытая 26 февраля 2004 года в честь 100-летия подвига экипажа миноносца. В фойе школы установлен бюст Сергеева работы скульптора В. Третьякова.[4]
- На здании Михайловской церкви в Курске имеется памятный знак, открытый 27 июля 1997 года.[4]
- В романе 1994 года «Господа офицеры!..», авторства А. А. Харитановского, Сергеев является главным героем.
- 30 сентября 2011 года в Курске на улице К. Либкнехта открыта мемориальная доска. Автор мемориальной доски скульптор — Владимир Бартенев.[5]
- Краеведческий музей посёлка городского типа Черемисиново располагает собранием материалов о лейтенанте Сергееве.

## Награды
- Орден Почётного Легиона Кавалерского креста (Франция) (1893)
- Орден Святого Станислава (Российская империя) 3-й степени (1895)
- Серебряная медаль в память царствования императора Александра III (1896)
- Орден Святой Анны 3-й степени (1898)